# Manipulación de videos

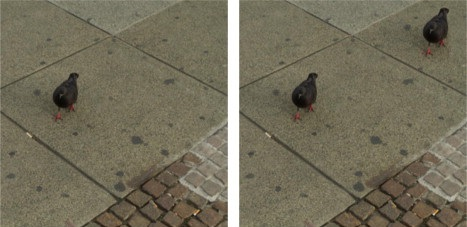
Fotograma modificado mediante técnicas de manipulación de vídeo.

La manipulación de vídeos es la aplicación de técnicas de edición con el objetivo de crear un falso vídeo a partir del original.

## Niveles de manipulación
Podemos clasificar por niveles de complejidad las distintas manipulaciones que se pueden realizar dentro de una secuencia de vídeo:
- A nivel de escena: Son aquellas en las que se modifica una escena entera dentro del vídeo. Se puede eliminar o mover una escena dentro de la secuencia mediante modificaciones tanto temporales como espaciales.
- A nivel de fotograma: La manipulación se realiza dentro de uno o varios fotogramas del vídeo. Se pueden añadir, duplicar y eliminar fotogramas para alterar el contenido real del vídeo. Este tipo de manipulaciones se realizan mediante modificaciones temporales.
- A nivel de bloque: Trabajando a este nivel de complejidad, el contenido de los vídeos se divide en distintos bloques para ser manipulado. Dichos bloques son áreas específicas del fotograma que pueden ser desplazados, deformados o cambiados en cualquier sentido mediante modificaciones espaciales.
- A nivel de pixel: En este tipo de manipulación los píxeles del fotograma son editados uno por uno para crear el efecto deseado. Puede llegar a ser muy costoso si el número de fotogramas que se quiere modificar es muy elevado.

## Técnicas de manipulación
Las técnicas de manipulación de vídeo más comunes son:
- Copia-Pega (Copy-Move): En términos intrafotográmicos, consiste en replicar una porción del fotograma, normalmente un objeto, de la misma manera que se realizaría sobre una imagen. También existe el copia-pega interfotográmico, que consiste en replicar algunos fotogramas del mismo vídeo sobre la línea de secuencia.
- Empalme (Splicing):  Es muy similar a la técnica de Copia-pega, pero en este caso el objeto en cuestión es copiado desde otra imagen diferente.
- Restauración(Inpainting): Es una técnica de manipulación que consiste en rellenar huecos en el fotograma. Las primeras aplicaciones eran eliminar los defectos causados por el ruido del sensor de la cámara que captó el vídeo; pero actualmente, las técnicas más modernas son capaces de remover incluso objetos grandes en la imagen.
- Filtrado (Filtering): Consiste en aplicar una capa de filtro sobre los fotogramas a manipular. La mayoría de programas de edición incluyen herramientas para aplicar filtros, por lo que esta técnica es mucho más sencilla de realizar y más común que todas las anteriores.